# Energia nucleare in Cina
 In funzione
 In costruzione
 Future
 In arresto a lungo termine
 Chiuse
 Annullate
Al 30 settembre 2024, la capacità installata operativa totale cinese è di 58.218 MWe.
Da gennaio a settembre 2024, l'energia prodotta dalle centrali nucleari è di 327,809 miliardi di kWh, pari al 4,65% dell'energia elettrica totale prodotta nel paese (era l'1,8% nel 2011). Il tasso di utilizzo medio delle apparecchiature nucleari è dell'89,08%.
A titolo comparativo, nell'ottobre 2010, risultavano in servizio attivo soli 13 reattori ripartiti in 4 centrali elettronucleari.

## Storia
La Cina è uno dei paesi con i più elevati e stabili aumenti della produzione di energia elettrica, con una richiesta di elettricità quasi triplicata negli ultimi 10 anni e con aumenti della domanda fra il 5 ed il 6% annuali, per la potenza installata si prevede che questa passi dagli 874 GW del 2009 ai circa 1600 GW del 2020. Mentre carbone ed idroelettrico sono le fonti storiche per la produzione elettrica cinese, l'elevato aumento della richiesta di combustibile per gli impianti sta creando problemi logistici per il trasporto e di inquinamento atmosferico, visto che metà del trasporto ferroviario merci è sfruttato per il trasporto di carbone dalle regioni del nord verso il sud, dove è concentrata la richiesta elettrica. Questo ha portato la Cina a valutare nel suo mix energetico una componente di energia nucleare, a causa dell'insufficienza della capacità idroelettrica, per diminuire le sue emissioni di anidride carbonica. In aggiunta a questo, la conformazione del paese fa sì che i luoghi di produzione di idroelettrico ed eolico siano distanti rispetto ai centri economici, quindi il trasporto sulla lunga distanza risulta inefficiente.

### Lo sviluppo iniziale

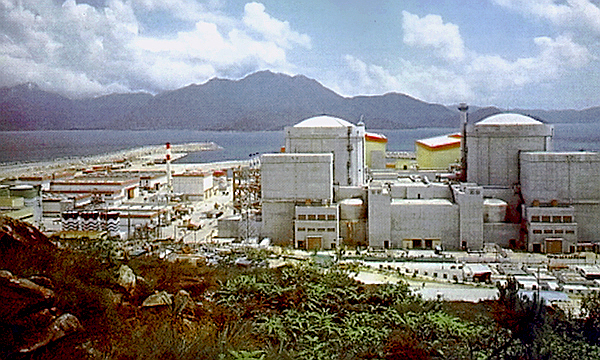
La centrale di Guangdong, il secondo impianto nucleare cinese.

Il primo passo verso la produzione nucleare cinese è negli anni '70, iniziando accordi di sviluppo e ricerca con Francia, Canada e Russia. Nel 1985 fu iniziata la costruzione dell'impianto di Qinshan, costituito da un unico reattore PWR da 288 MW, l'impianto è basato su studi e concetti cinesi (con unicamente il vessel comprato dalla giapponese Mitsubishi Heavy Industries. La seconda fase di espansione dell'impianto è stata costruita con dei reattori cinesi, i CNP600, con un alto contenuto di componentistiche cinesi. La terza fase di espansione dell'impianto è stata compiuta con reattori di tipo CANDU6, questi sono gli ultimi ed i più avanzati reattori della loro categoria prodotti.
Nel 1987 fu iniziata la seconda centrale del paese, quella di Guangdong, costruita dalla francese Framatome in collaborazione con ingegneri cinesi e composta da due reattori della classe 900, la centrale fornisce circa 13TWh di elettricità all'anno, il 70% verso Hong Kong. A seguito di questi reattori ne furono costruiti due identici presso l'impianto di Ling Ao. Questi quattro reattori si possono considerare la base per lo sviluppo della tecnologia CPR1000
Nel 1999 fu iniziata la quarta centrale del paese, l'impianto di Tianwan, costruito a seguito di un accordo fra Russia e Cina. Questo è composto da due reattori VVER1000 modello V-428. Nello stesso impianto sono poi previsti altri 6 reattori, tutti di tipo VVER ma di altri modelli.
La prima decisione di una espansione della capacità produttiva cinese è avvenuta a seguito del X Piano quinquennale cinese (2001-2005), con l'XI piano si è iniziata una decisa costruzione di impianti nucleari a seguito a decisione di usare reattori di III gen, sono stati pianificati e poi costruiti oltre 20 reattori; questo piano ha anche imposto alcune norme per la protezione dell'ambiente, cioè la riduzione dell'intensità energetica per unità di PIL del 4% annuale

### Uso dei reattori di III generazione
Nel settembre 2004 il Consiglio di Stato ha approvato i progetti per la costruzione di reattori di III gen per lo sviluppo dell'energia nucleare nel paese, queste sarebbero state unità da 1000-1500 MW di potenza e costruite sperimentalmente nei siti di Sanmen e Yangjiang; furono quindi stipulati dei bandi di gara fra le possibili tecnologie sul mercato, con la stipulazione dei contratti a metà del 2006. Sono pervenute tre proposte di reattori, vagliate in seguito dalla SNPTC: l'AP1000 della Westinghouse, l'EPR dell'AREVA ed il VVER1000 modello V-392 della Atomstroyexport. In aggiunta a questi progetti, sono stati anche promessi supporti finanziari per la messa in opera dei primi reattori da parte dei tre governi nazionali, i contratti erano unicamente per la fornitura della parte nucleare dell'impianto e per le prime ricariche di combustibile, tutta la parte convenzionale era fuori dal contratto iniziale.
Le offerte sono state valutate a livello di tecnologia, costo dell'impianto, componenti locali e trasferimento di tecnologia (che è stato il fattore decisivo per la scelta). Le compagnie scelte sono state Areva e Westinghouse sono state selezionate: tuttavia la decisione finale sul tipo di reattore è stata ritardata, essendo stata presa in esame al più alto livello politico, con la CNNC più propensa per l'utilizzo di reattori di II gen per entrambi i siti. Nel dicembre 2006 è stato selezionato il disegno del reattore Westinghouse AP1000 per le quattro unità di prova previste. All'inizio del 2007, le due unità previste per il sito Yangjiang sono state trasferite al sito di Haiyang, aprendo la strada a due unità EPR per quel sito; più tardi c'è stato un secondo cambiamento, preferendo costruire più rapidamente in quel sito le unità di tipo CPR1000 e trasferendo i reattori francesi a Taishan.
Nel febbraio 2007 è stato firmato un accordo fra la Westinghouse e la SNPTC per la fornitura di 4 reattori AP1000 nei siti di Haiyang e Sanmen, il costo totale dell'operazione è previsto essere 5.3miliardi$. Nell'aprile la Westinghouse ha firmato un contratto di 350milioni$ con la coreana Doosan Heavy Industries per due vessel e 4 generatori di vapore, gli altri componenti sono invece stati ordinati a compagnie cinesi. Tutte le turbine sono state invece ordinate alla Mitsubishi Heavy Industries con un contratto da 521milioni$, le turbine sono poi in grado di portare la capacità lorda dei reattori dagli iniziali 1175 MW a 1250 MW.
Nel febbraio 2007 la EDF ha creato un accordo di cooperazione con la CGNPC per costruire e gestire gli EPR di Taishan, nella provincia di Guangdong. In questo accordo non è stato previsto il trasferimento di tecnologia, parte centrale per i contratti con la Westinghouse. Dal momento che l'EPR ha molteplici sistemi di sicurezza ridondanti, piuttosto che sistemi di sicurezza passiva, è visto ad essere più complesso e costoso, è quindi di minore interesse per il mercato a lungo termine cinese. Nel corso di una cerimonia del novembre 2007, a cui hanno partecipato il presidente cinese Hu Jintao e il presidente francese Nicolas Sarkozy a Pechino, Areva ha siglato un contratto da 8miliardi€ con la CGNPC per la fornitura dei due reattori e del combustibile fino al 2026, di cui circa 3.5miliardi€ per ogni reattore. Nell'agosto del 2008, EDF e CGNPC hanno sottoscritto gli accordi definitivi per la creazione di una loro joint venture, la Taishan Guangdong Nuclear Power Joint Venture Company Limited (TNPC), di cui l'EDF possiede il 30% per un periodo di 50 anni (il periodo massimo consentito per una joint venture in Cina).

### Moratoria post-Fukushima e ripresa del programma nucleare
A seguito dell'incidente di Fukushima le autorità cinesi hanno posto una moratoria per la costruzione di nuovi reattori per verificare i criteri di sicurezza dei reattori in funzione ed in costruzione nel paese. A fine 2012 si sono delineate le vie per la costruzione di nuovi reattori nel breve periodo: è stato infatti deciso che per il XII Piano quinquennale (2011-2015) sarà approvato un numero limitato di reattori, inoltre saranno approvati solamente reattori lungo la costa, quindi ad esempio gli impianti già approvati di Xianning, Taohuajiang e Pengze saranno posposti. La moratoria ha avuto ufficialmente fine a dicembre 2012 con l'inizio della costruzione in simultanea di 3 reattori: Fuqing 4, Yangjiang 4 ed il reattore sperimentale HTR-PM di Shidaowan (HTR-PM) 1

## Programma nucleare futuro
La Cina ha varato il più grande e costoso piano industriale per lo sviluppo nucleare al mondo, intende passare da una potenza di 10 GW al 2010 ad 80 GW del 2020 fino ad arrivare a 400 GW del 2050. Il paese ha infatti una immensa richiesta di energia, con aumenti nel comparto elettrico fra il 5 ed il 6% annuali, che non possono essere sopperiti totalmente da ulteriori aumenti della capacità fossile da carbone o dall'idroelettrico. Per l'immediato futuro la base della crescita del nucleare cinese sono i reattori CPR1000, una derivazione dei reattori Framatome della classe 900 e soprattutto gli AP1000 della nippo-americana Westinghouse. I cardini dello sviluppo del nucleare del paese sono stati scelti come:
- Il reattore PWR sarà il principale tipo usato;
- Il combustibile nucleare sarà prodotto nazionalmente;
- La capacità produttiva nazionale di impianti sarà aumentata, rendendo il paese autosufficiente per progettazione e fornitura dei componenti;
- La cooperazione internazionale sarà incoraggiata.

Oltre a questo, saranno molto incoraggiati gli studi per le filiere di reattori HTR e FBR.
La CNNC ha incoraggiato notevolmente la creazione di una filiera nazionale di reattori, la SNPTC ha favorito dal 2004 l'importazione e creazione di una filiera nazionale di una tecnologia importata, questo ha portato al trasferimento di tecnologie e competenze da parte della Westinghouse dei suoi reattori AP1000 dopo la costruzione dei primi 4 reattori nei siti di Sanmen e Haiyang, è quindi prospettato un grande numero di reattori di questo tipo o tipi derivati per il prossimo futuro.

### Reattori a neutroni veloci
L'uso di reattori di tipo FBR è estremamente incoraggiato nel paese, per supplire alla scarsità di combustibile nazionale. Dopo la costruzione del CEFR da 65 MW, sono allo studio sue evoluzioni chiamate CPFR da 600 MW e previsto per il 2020 e di una sua evoluzione a 1500 MW per il 2030. Questo progetto è parallelo a quello di importare reattori dall'estero, alla fine del 2009 è stato infatti firmato un accordo per la costruzione di due reattori BN800 presso Sanming.

### L'uso del Torio
È allo studio l'utilizzo del Torio come combustibile nucleare, la ricerca è soprattutto indirizzata verso i reattori CANDU di Qinshan.

### Tipologia
Reattore AP1000
L'AP1000 della Westinghouse è la base per il futuro sviluppo del nucleare di III gen, è anche previsto un trasferimento di tecnologie e competenze per rendere la Cina autosufficiente nella filiera produttiva. La tempistica di costruzione è prevista essere inferiore ai 5 anni, di cui 50 mesi per la costruzione e 6 mesi per le prove tecniche prima della produzione commerciale.
Reattore CAP1400
I CAP1400 o Chinese Advanced Passive, sono dei reattori nucleari di III+ gen sviluppati per il mercato cinese. Nel 2008 la Westinghouse ha annunciato una collaborazione con lo SNPTC e lo SNERDI per lo sviluppo di una evoluzione dell'AP1000 in terra cinese. Questo design può essere successivamente seguito da una seconda versione, denominata CAP1700, la Cina possiederà i diritti di proprietà intellettuale per questi due modelli.
Reattore BN800
Il BN800 è un tipo di reattore FBR russo. Questo reattore consentirà alla Cina di dipendere meno dalle importazioni di combustibile. Questo reattore è in sviluppo presso l'impianto di Beloyarsk; tutti saranno costruiti dalla OKBM Afrikantov nel sito di Sanming
Reattore CPR1000
Il CPR1000 o Chinese Pressurized Reactor o Improved Chinese PWR sono dei reattori sviluppati da AREVA sulla base dei suoi reattori della classe '900 classificati come II+ gen specificamente per il mercato cinese con caratteristiche di basso costo ed alta efficienza per avere la massima economicità per l'energia prodotta. Il reattore è da 1000 MW netti (1080 MW lordi) ed un costo di costruzione inferiore a 10.000 ¥/kW (1500$/kW). La casa francese detiene i diritti intellettuali per l'esportazione fuori dal mercato cinese, questo fa sì che il reattore non entri in competizione con l'Atmea.
Reattore EPR
L'EPR o European Pressurized Reactor è un reattore di III+ gen creato dalla francese AREVA. Nell'ottobre 2008 Areva e CGNPC hanno annunciato una joint venture ed un trasferimento di tecnologie per la costruzione di reattori EPR e CPR1000 in Cina. Sono previsti solo 2 reattori nel sito di Taishan.
Reattore HTR
Gli HTR sono dei reattori a gas moderati a grafite. Nel 2006 il consiglio di Stato ha definito lo sviluppo di questi reattori come un progetto ad alta priorità per i successivi 15 anni
Reattore VVER
I VVER sono una filiera di reattori di tipo PWR russo. Lo sviluppo nel mercato cinese è previsto essere molto limitato, favorendo invece le filiere americane e francesi. Sono previsti un totale di 8 reattori di questo tipo in varie versioni solo nel sito di Tianwan, ed è in corso anche un trasferimento di tecnologie per quanto riguarda la fabbricazione del combustibile nucleare dalla Russia.

## Ciclo del combustibile
La Cina intende essere ampiamente autosufficiente nel suo ciclo del combustibile nucleare nel prossimo futuro, tramite la creazione di un intero ciclo per il combustibile nucleare, dall'arricchimento allo smaltimento

### Arricchimento
Nel 2010 la Cina avrà bisogno di 3.600t di uranio e di 2.5 milioniSWU per l'arricchimento, nel 2020 si prospetta che la richiesta sarà di 10.000t e 7 milioniSWU.
Presso Hanzhun nello Shaanxi è presente un impianto di arricchimento russo, creato in base agli accordi del 1992, 1993, 1996 fra Minatom/Tenex e CNEIC, questo progetto ha una capacità operativa di 1.5 milioniSWU in due siti. Il complesso è attualmente composto da due unità da 0.5 milioniSWU, a fine 2007 la Tenex si è impegnata a costruire l'ultima sezione da 0.5 milioniSWU per completare quindi gli accordi; il sito è sotto il controllo dell'IAEA. Presso Lanzhou nel Gansu è presente un impianto di arricchimento militare a diffusione gassosa, questo ha iniziato a funzionare nel 1964 e ha supplito uranio per scopi commerciali dal 1980 al 1997; nel sito è presente un'altra sezione della capacità di 0.5 milioniSWU ed entrato in funzione nel 2001, questo è stato costruito come parte degli accordi commerciali che hanno portato alla costruzione del sito di Hanzhun.
Nel 2008 è stato firmato un contratto per la fornitura di 6milioniSWU con la Tenex per la fornitura di uranio arricchito per i primi quattro reattori AP1000 nel periodo 2010-2021.

### Produzione del combustibile
Il principale impianto di fabbricazione del combustibile per reattori PWR è a Yibin, nella provincia del Sichuan, ed è di proprietà della CNNC. È stato costituito nel 1982 per Qinshan 1. È gestito dalla sua sussidiaria China Jianzhong Nuclear Fuel (JNF), e da ottobre 2008 è stata la produzione di elementi di combustibile è arrivata a 400t/y, attualmente produce 600t/y e prevede di arrivare a 1000t/y per il 2020. Nel corso del 2009 ha anche iniziato la produzione di combustibile per l'impianto di Tianwan, come parte integrante dell'accordo per la fornitura del reattore.
La CNNC possiede un secondo impianto presso Baotou nella Mongolia interna, attivo dal 2008 e gestito dalla China North Nuclear Fuel Co Ltd. Questo crea il combustibile per i reattori CANDU di Qinshan e per alcuni reattori PWR. L'impianto è designato per la produzione delle sfere di combustibile ad arricchimento al 9% per i reattori HTR di Shandong.
Il combustibile per alcune ricariche di reattori AP1000 sarà fornito direttamente dalla Westinghouse, mentre 17 ricariche per ogni reattore EPR saranno fornite dalla AREVA e fabbricati in Francia.
Nell'ottobre 2010, GDF Suez e Belgonucléaire hanno formato un accordo con la CNNC per costruire un impianto pilota per la fabbricazione di MOX.

### Riprocessamento
A Lanzhou è presente un impianto pilota da 50t/y per il ritrattamento del combustibile nucleare tramite il processo Purex, l'impianto è stato aperto nel 2006 e nel 2009 la capacità di riprocessamento è stato aumentato a 100t/y.
Nel novembre 2007 AREVA e CNNC hanno siglato un accordo per valutare la fattibilità per la creazione di un grande impianto di riprocessamento e fabbricazione di combustibile MOX con tecnologia francese, il progetto è valutato avere un costo di 15miliardi€ e sarà gestito in seguito dalla società francese. L'impianto, previsto essere a Jiayuguan nel Gansu, dovrebbe avere una capacità di 800t/y; tutto l'iter del progetto dalla progettazione alla produzione commerciale è previsto durare 10 anni a partire dal 2010.
A fine 2010 la Cina ha annunciato di aver sviluppato la tecnologia necessaria per riprocessare il combustibile esaurito, in modo da poterlo riutilizzare: le scorte cinesi di uranio saranno così sufficienti per 3000 anni anziché per 70. Gli scienziati hanno lavorato 24 anni in una località segreta nel deserto di Gobi, non sono noti i dettagli della tecnica oltre all'affermazione generale che si tratta di «un procedimento chimico efficace e sicuro». Altrettanto vaghe sono le informazioni sulle effettive intenzioni della Cina di applicare questa tecnica su scala industriale. Secondo Matthew Bunn, esperto dell'Università di Harvard in materia di nucleare cinese, produrre tutto quel combustibile richiederebbe un impianto gigantesco e molto costoso: sarebbe più conveniente custodire le scorie per i prossimi decenni, finché non si scoprirà una tecnologia più economica.

## Centri di ricerca
Nel 2010 sono iniziati i progetti per la costruzione di due grandi parchi nucleari cinesi. Il primo, posizionato presso Nanchino nello Jiangsu, è il Nanjing Jiangning Binjiang Development Zone. Questo produrrà tutte le parti preassemblate per i reattori CPR e gli AP1000.
Il secondo è il progetto di un faraonico parco nucleare per lo sviluppo di nuove tecnologie e per la loro sperimentazione. Il parco, nello Zhejiang, avrà una superficie di 130 km2 (come l'intero Comune di Torino), per un investimento complessivo di quasi 140miliardi€ in 10 anni. Il progetto, approvato alla fine di agosto 2010, sarà una vera e propria cittadella, dotata anche di infrastrutture per trasporti merci e persone. Il parco sarà diviso in 4 aree principali, dedicate rispettivamente alla fabbricazione di attrezzature nucleari, alla formazione, alla promozione dell'energia nucleare e alle applicazioni nucleari in campo medico, agricolo e radiologico. Inoltre il parco ospiterà la sede di 6 importanti settori della China National Nuclear Corporation, l'ente nucleare statale: Nuclear Power Operations, Nuclear Power Technical Support & Services, Nuclear Power Commissioning Centre, Nuclear Power Training Centre, Nuclear Power Communication and Exhibition Centre, Nuclear Power Stocks & Spare Parts Centre. Nella zona hanno la sede altre 18 società nucleari, la nuova città nucleare si candida ora come polo principale del settore nucleare cinese.

### Reattori di ricerca
I primi studi scientifici in campo nucleare sono stati di ordine militare, nel 1966 iniziò a funzionare un reattore per la produzione di plutonio weapons-grade posizionato presso l'Jiuquan Atomic Energy Complex a Jiuquan nel Gansu, un altro reattore per la produzione di plutonio era situato presso Guangyuan nello Sichuan.
Oltre a quelli militari, la Cina possiede circa 15 reattori di ricerca. I più importanti sono un reattore da 125 MW di tipo HFETR presso il Leshan Nuclear Power Institute of China a Jiajiang. L'HWRR-II è un reattore di tipo HWR da 15 MW e chiuso nel 2007. Il CARR da 60 MW è in costruzione, mentre il CEFR da 65 MW (definito come il primo reattore di IV gen) ha iniziato a funzionare a giugno 2010.
Sono in corso studi per i reattori da 200 MW per la desalinizzazione basati sulla tecnologia PWR, il prototipo è un reattore NHR-5 che ha iniziato a funzionare nel 1989.

## Gestione dei rifiuti e depositi geologici
La politica energetica cinese è per avere un ciclo chiuso del combustibile, consente quindi il riprocessamento dopo l'utilizzo del combustibile nucleare. Questo consente di utilizzare il MOX per aumentare la resa energetica dell'uranio e le scorie nucleari ad alto livello verranno vetrificate e quindi posizionate in un deposito geologico.
Presso il complesso di Lanzhou è stato costruito un centro di stoccaggio centralizzato del combustibile nucleare della capacità di 550t che può essere raddoppiata; è poi presente un deposito per i rifiuti a basso e medio livello nel sottosuolo.
I rifiuti ad alto livello verranno poi vetrificati e sistemati in un deposito geologico a circa 500m di profondità, la scelta del sito è in corso dal 1986 e si concentra principalmente su tre possibili locazioni a Beishan nel Gansu, la scelta definitiva sarà compiuta nel 2020, mentre il sito è previsto entrare in funzione nel 2050. Lo smaltimento dei rifiuti industriali e di quelli di livello intermedio è compiuto in due siti: il primo presso Yumen nel Gansu, mentre il secondo è a Beilong nel Guangdong nei pressi dell'omonimo impianto

## Produzione di uranio
La Cina è un produttore di uranio, con circa 750t prodotte ogni anno; la sua produzione storica al 2006 è di 29.919t. Possiede risorse uranifere, pari a 67.900t a <130$/kg nel "Red Book" del 2007
A causa della scarsità di risorse uranifere rispetto al fabbisogno attuale (2875t nel 2010), il paese sta studiando varie strade per supplire al proprio fabbisogno interno per dipendere meno dalle importazioni. Sono ad esempio allo studio soluzioni per riutilizzare l'uranio derivante dal riprocessamento delle scorie degli altri reattori nel combustibile nucleare dei reattori CANDU, o utilizzare le ceneri delle centrali a carbone per la produzione di uranio.

### Accordi internazionali per l'importazione
La Cina supplisce al suo fabbisogno interno soprattutto con uranio derivante da miniere in Kazakistan, Namibia, Niger ed Australia mentre altri accordi sono in corso di stipulazione. Vista la sua grande richiesta di combustibile nel prossimo futuro, il paese sta anche provvedendo a comprare sul mercato grandi quantità di materia prima, si stima infatti che nel corso del 2010 comprerà quasi 5000t di uranio, cioè quasi il doppio della sua richiesta, per soddisfare la domanda dei futuri reattori (ognuno dei suoi reattori richiede al momento della partenza circa 400t di uranio).
La principale compagnia incaricata per le importazioni uranifere è la China Nuclear International Uranium Corporation (SinoU), una controllata della CNNC, che sta provvedendo a valutare la realizzazione di nuove miniere in Niger e sta studiando le prospettive di espansioni in Kazakistan, Uzbekistan, Mongolia, Namibia, Zimbabwe, Algeria, Canada e Sudafrica.

## Centrali nucleari
Tutti i dati della tabella sono aggiornati a dicembre 2024
| Reattori operativi |
| Totale: 56 reattori per complessivi 58.218 MW |
| Reattori in costruzione |
| Totale: 29 reattori per complessivi 20.574 MW |
| Reattori pianificati ed in fase di proposta |
| Totale programmati: 39 reattori per circa 43.000 MW Totale proposti: 168 reattori per circa 197.000 MW complessivi                                                  |
| Reattori dismessi |
| Nessuno |
| NOTE: - La normativa in vigore prevede la possibilità di sostituzione e/o aumento del parco reattori al termine del ciclo vitale degli impianti ancora in funzione. |